# Јована Цветковић
Јована Цветковић (Ниш, 1976) је глумица и члан ансамбла Малог позоришта „Душко Радовић“.

## Биографија
Јована Цветковић се школовала у Нишу. Академију уметности на одсеку глуме, завршила је у класи Зорана Ратковића.
У Малом позоришту „Душко Радовић“ ангажована је као хонорарни сарадник од 2001. године.

## Награде
- Дечији позоришни фестивал  „ПозориштеЗвездариште“  за главну женску улогу  у представи „Свет једног цвета”;

- Међународни фестивал глуме у Зеници за улогу Елизабете Петровић у представи „Ћеиф”.[1]

## Представе у Малом позоришту „Душко Радовић“
- „Ноћ у Мерлиновом замку“,
- „Поп Ћира и поп Спира“,
- „Пинокио“,
- „Плави чуперак”,
- „Преваранти“,
- „Аска и вук“,
- „Књига о џунгли“,
- „Бонтон“,
- „Велики одмор“,
- „Пепељуга“,
- „Дечак са кофером“,
- „Прича о мајци“
- „Ромео и Јулија”,
- „Снежна краљица”
- „Кад је био мрак”.[1][2]